# Revolutionaire Anti-Racistische Actie
De Revolutionaire Anti-Racistische Actie (RaRa) was een Nederlandse actiegroep wier daden door de BVD als 'politiek gewelddadig activisme' werden omschreven. Er werd veel materiële schade veroorzaakt, maar er zijn nooit doden of gewonden gevallen bij acties toegeschreven aan RaRa. RaRa was actief van 1984 tot 1993. De groep is echter nooit officieel opgeheven.
RaRa streefde beperkte doelen na, in aanvang was dat de terugtrekking van bedrijven uit Zuid-Afrika. Zij voerde ook acties tegen het Nederlandse vreemdelingenbeleid.

## Historie
De eerste aanslag waarmee RaRa in verband is gebracht, was de bomaanslag in 1984 bij het van Heutsz-monument in Amsterdam die was opgeëist door een actiegroep die zich Koetoh Reh noemde. Vanaf 1985 pleegde RaRa terroristische aanslagen op Makro-vestigingen. De eigenaar van Makro, de Steenkolen Handelsvereniging (SHV) van Paul Fentener van Vlissingen, was actief in Zuid-Afrika. De RaRa was fel tegen het apartheidsregime in Zuid-Afrika en eiste dat SHV zich daar zou terugtrekken. De eerste aanslag werd gepleegd op 17 september 1985 op het Makro-filiaal in Amsterdam (Duivendrecht), de vestiging brandde helemaal uit. In totaal werden er vijf aanslagen op Makro-filialen gepleegd. Nadat op 10 januari 1987 de Makro in Nuth in vlammen was opgegaan, besloot SHV zich terug te trekken uit Zuid-Afrika. Ook Shell was regelmatig het slachtoffer van RaRa. Tientallen Shell-stations werden aangevallen, waarbij onder meer gebruikgemaakt werd van fosforbommen. Bij een aanslag in 1987 op het bedrijf Boot Olie BV (dat zaken deed met Zuid-Afrika) uit Alphen aan den Rijn ontsnapte de bevolking van Alphen aan een ramp. Op het terrein van Boot Olie bevond zich een opslagplaats met gasflessen en drie tanks met ongeveer 600.000 liter dieselolie en benzine. De opslagplaats bleef echter gespaard.

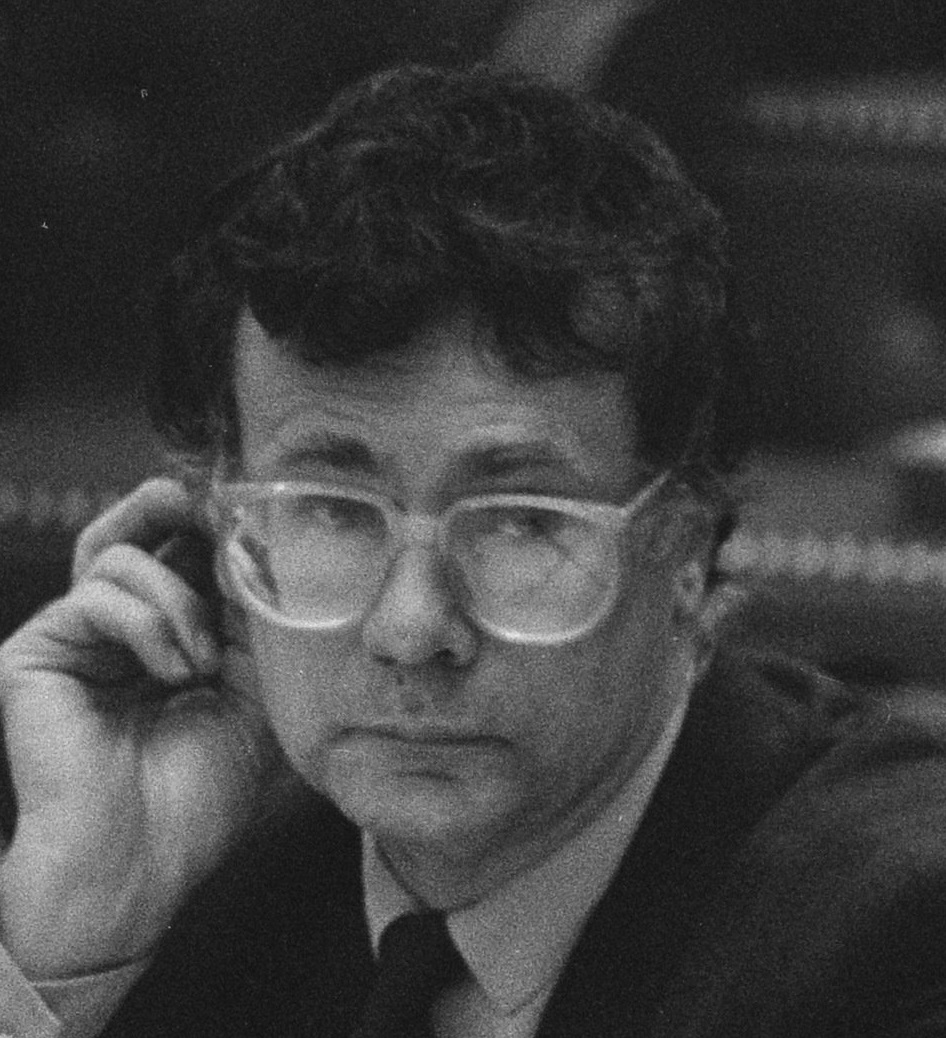
Aad Kosto, staatssecretaris van Justitie van 1989 tot 1994.

Op 6 november 1985 werden bij de ambtswoning van de Amsterdamse burgemeester Ed van Thijn twee bommen onschadelijk gemaakt die door RaRa zouden zijn geplaatst. Deze actie is echter nooit opgeëist door RaRa. Bovendien was onduidelijk wat Ed van Thijn met de doelen van RaRa te maken zou hebben.
In het begin van de jaren negentig voerde RaRa actie tegen het Nederlandse asielbeleid. De actiegroep heeft onder andere op 18 maart 1990 bomaanslagen gepleegd op Marechausseekazernes in Oldenzaal en Arnhem, op 12 november 1991 een aanslag op het woonhuis van toenmalig staatssecretaris van Justitie Aad Kosto, op 25 maart 1990 en 12 november 1991 op het gebouw van het Ministerie van Justitie en het Ministerie van Binnenlandse Zaken en op 30 juni 1993 op het gebouw van het Ministerie van Sociale Zaken en Werkgelegenheid. Of RaRa verantwoordelijk was voor de aanslag op het huis van Kosto is niet zeker, de aanslag is niet opgeëist en de verantwoordelijken zijn nooit gearresteerd.
In 1988 meende de politie de leden van RaRa op het spoor te zijn. Op 11 april 1988 bestormden arrestatieteams zeven kraakpanden in Amsterdam, acht mensen werden gearresteerd. Slechts één arrestant bleef vastzitten, de rest kwam al snel vrij wegens gebrek aan bewijs. Uiteindelijk werd alleen René Roemersma veroordeeld op 24 augustus 1988 voor een aantal aanslagen van RaRa. Hij kreeg vijf jaar cel maar werd in hoger beroep vrijgesproken van vijf van de zes aanslagen waarvoor hij was aangeklaagd. Het gerechtshof in Amsterdam oordeelde dat het bewijs onrechtmatig was verkregen omdat de rechter-commissaris, die leiding moest geven aan de huiszoeking, tijdelijk afwezig was geweest. Zo resteerde alleen het bewijs voor een mislukte aanslag. De straf van vijf jaar werd door het hof omgezet in achttien maanden, waarvan zes voorwaardelijk. Omdat Roemersma al geruime tijd in voorarrest had gezeten, kwam hij direct vrij. De RaRa-aanslagen uit 1991 en 1993 zijn nooit opgehelderd. De journalisten Hans Krikke en Johan Muter hebben midden jaren 1990 een tijdje vastgezeten op verdenking van lidmaatschap van de RaRa. Ze kregen uiteindelijk een schadevergoeding van 230.000 gulden omdat het aan hen ten laste gelegde niet bewezen kon worden.
Volgens publicist Peter Siebelt zou de Binnenlandse Veiligheidsdienst het oud-Tweede Kamerlid van GroenLinks Wijnand Duyvendak als een kopstuk binnen de RaRa-organisatie zien. Duyvendak heeft altijd ontkend iets met actiegroep te maken te hebben. In 2008, vlak na zijn aftreden als Kamerlid nadat hij had bekend betrokken te zijn geweest bij een inbraak in het ministerie van Economische Zaken, staken de geruchten weer de kop op. Volgens een oud-medewerker van het opsporingsteam dat in de jaren 1980 op RaRa onderzocht, was Duyvendak een van de kopstukken. Volgens een uitzending van het geschiedkundige televisieprogramma Andere Tijden uit november 2010 behoorde Duyvendak echter niet tot RaRa.
In november 2006 werd een aanslag gepleegd op de drukkerij van PCM, waar onder andere de dagbladen Trouw en de Volkskrant werden gedrukt. Met een anoniem e-mailtje aan het Algemeen Nederlands Persbureau werd de aanslag opgeëist door iemand die beweerde dat te doen namens RaRa. Het ANP nam deze claim echter niet erg serieus, en later concludeerde de politie dat de afzender van het e-mailtje niets met de aanslag te maken had.